# 青森県道27号青森浪岡線
青森県道27号青森浪岡線（あおもりけんどう27ごう あおもりなみおかせん）は、青森県青森市を通る県道（主要地方道）である。

## 概要
起点から国道103号交差点までの区間は、もともとは青森県道1号青森十和田湖線（現在は国道103号に編入）であったため、この区間は地元の人からは「旧道」とも呼ばれる。
荒川から青森空港に至る高田地区は入内断層による急坂があり登坂車線も整備され、2005年（平成17年）11月21日に完成した（高田バイパス:愛称スカイブリッジ）。高田地区の急坂を登り切ると、青森空港方面は青森空港有料道路に分岐し、現道は浪岡王余魚沢方面を経由して終点となる。
スカイブリッジからは青森市の夜景が一望できる。

### 路線データ
- 延長:33.527 km[1]
- 起点:青森市[2]（堤交差点、国道4号交点）
- 終点:青森市浪岡[2]（バイパス杉沢交差点、 国道7号交点）

## 歴史
- 1961年（昭和36年）2月10日 - 県道に認定される[2]。
- 1988年（昭和63年） - 羽黒平バイパスの工事着工[3]。
- 1993年（平成5年）5月11日 - 建設省により県道青森浪岡線が主要地方道青森浪岡線に指定される[4]。
- 1996年（平成8年）10月22日 - 羽黒平バイパス開通[3]。

## 路線状況
2008年から2009年夏にかけて、旧浪岡町域のバイパス区間で凍結防止のロードヒーティング敷設工事が行われていた。

### 別線・支線
- 青森空港有料道路

## 地理

### 交差する道路
- 国道4号（青森市堤町、起点）
- 青森県道40号青森田代十和田線（青森市奥野）
- 国道7号青森環状道路（青森市浜田）
- 国道103号（青森市第二問屋町）
- 青森県道44号青森環状野内線・青森県道120号荒川青森停車場線（青森市荒川）
- 青森県道44号青森環状野内線（青森市荒川）
- 青森県道285号浪岡藤崎線（青森市浪岡）
- 国道7号（青森市浪岡、終点）

### 沿線の施設など
- 堤川
- ヤマダ電機 テックランド青森本店
- NHK青森放送局妙見ラジオ送信所
- 青森市立荒川小学校
- 青森朝日放送
- 青森空港
- 浪岡ダム
- イオンタウン浪岡
  - ザ・ビッグ浪岡店
  - DCMホーマック浪岡店